# Enneastichus pustularum
Enneastichus pustularum är en stekelart som beskrevs av Jean-Jacques Kieffer 1910. Enneastichus pustularum ingår i släktet Enneastichus och familjen finglanssteklar. Inga underarter finns listade i Catalogue of Life.